# Henry Heinz
Henry John Heinz, född 11 oktober 1844 i stadsdelen Birmingham i Pittsburgh i Pennsylvania, död där 14 maj 1919, var en amerikansk affärsman och livsmedelstillverkare. 
Tillsammans med den gode vännen L.C. Noble grundade han 1869 Heinz Noble & Company. Företaget började marknadsföra pepparrot, men det gick emellertid i konkurs 1875. Följande år grundade han ett nytt företag tillsammans med sin bror och en kusin, F & J Heinz. En av de första produkterna var tomatketchup.
Företagets tillväxt ökade och år 1888 köpte Heinz ut sina två andra partners ur företaget och bytte namnet till H. J. Heinz Company.